# The 1975
The 1975 – angielski rockowy zespół muzyczny założony w 2002 w Manchesterze.
Grupa założona została przez uczniów Wilmslow High School w Cheshire. Pierwsze nagrania zespołu ukazały się w sierpniu 2012. Po czterech EP'kach zespół wydał swój pierwszy album w 2013. Muzycy The 1975 przyznają, że nie czują się związani ze sceną Madchester.

## Muzycy
Opracowano na podstawie materiału źródłowego:
- Matty Healy – śpiew, gitara
- Adam Hann – gitara
- Ross MacDonald – gitara basowa
- George Daniel – perkusja

## Dyskografia
Opracowano na podstawie materiału źródłowego:
Albumy studyjne
- The 1975 (2013)
- I Like It When You Sleep, for You Are So Beautiful yet So Unaware of It (2016)
- A Brief Inquiry into Online Relationships (2018)
- Notes on a Conditional Form (2020)
- Being Funny in a Foreign Language (2022)

Albumy koncertowe
- DH00278 (2017)
- At Their Very Best (Live from Madison Square Garden, New York, 07.11.22) (2023)

Minialbumy
- Facedown (2012)
- Sex (2012)
- iTunes Festival: London 2013 (2013)
- Music for Cars (2013)
- IV (2013)
- Spotify Sessions (2013)
- Rdio Sessions (2014)